# 天満和人
天満 和人（てんまん かずと、1911年〈明治44年〉11月3日 - 没年不明）は、日本の実業家、医師。産婦人科、天満医院長。米子ゴルフ倶楽部社長。

## 経歴
鳥取県米子市出身。山内定次郎の二男。9歳の頃に天満徳次郎の養嗣子となる。米子中学校（現・米子東高校）在学中に養父が亡くなり、養母により育成される。
松山高等学校理科乙類を卒業。1937年、大阪帝国大学を卒業。大阪帝国大学講師として8年間在職し、1943年に徳島医学専門学校教授、産婦人科を担当し、医育の傍ら教育に専念する。
1945年に大戦に応召、軍医少尉に任官、鳥取陸軍病院に勤務する。その間養母の死、徳島大空襲羅災等重なる災厄のため帰郷する。1946年に現地において産婦人科医院を開業する。
また米子市公平委員長、鳥取県西部医師会理事、家庭裁判所審判員、鳥取県柔道連盟顧問などを務めた。

## 人物
趣味はスポーツ、読書、将棋、柔道。宗教は曹洞宗。住所は鳥取県米子市博労町1丁目。

## 家族
天満家
- 養父・徳次郎[1]（天満商店、綿問屋兼金銭貸付[6]、地主[注 1]）
- 養母[1]
- 妻[1]
- 長女[1]
- 二女[1]
- 長男[1]